# Moucherolle à ventre jaune
Empidonax flaviventris
Ne doit pas être confondu avec Moucherolle à sourcils jaunes, Moucherolle à croupion jaune, Moucherolle à croupion jaune (homonymie), Moucherolle à ventre fauve, Moucherolle à ventre blanc, Moucherolle à ventre roux ou Moucherolle à ventre neigeux.
Espèce
Statut de conservation UICN

 LC  : Préoccupation mineure
La Moucherolle à ventre jaune (Empidonax flaviventris) est une espèce de passereaux appartenant à la famille des Tyrannidae.

## Description
La moucherolle à ventre jaune a le dessus olive verdâtre avec la calotte un peu plus foncée. La couverture des ailes est noir terne avec, sur les moyenne et grande couvertures, des points de blanc jaunâtre. L'extrémité des secondaires est également blanc jaunâtre tandis que les primaires et la queue sont brun grisâtre terne, plus pâle sur l'extérieur. Les lores sont blanc jaunâtre mélangé de gris foncé, l'œil est entouré de blanc jaunâtre clair. Les côtés de la tête sont noir éclaircissant sur les côtés de la nuque et du corps. Le centre de la gorge est blanc jaunâtre terne avec quelques plumes centrales grisâtres. Le haut de la poitrine est olive jaunâtre clair, le bas, l'abdomen et le dessous la queue sont jaune pâle. Le dessous des ailes est jaune pâle avec l'extérieur passant au gris terne et l'intérieur au chamois grisâtre.

## Répartition

Carte de répartition
Aire de nidification
Voie migratoire
Aire d'hivernage

La moucherolle à ventre jaune est présente au Belize (ne s'y reproduit pas), au Canada (aire de reproduction), au Costa Rica (ne s'y reproduit pas), à Cuba (vagabond), à l'extrême est des États-Unis (aire de reproduction), au Groenland (vagabond), dans la moitié nord et au sud (présence isolée) du Guatemala, dans la moitié nord du Honduras, en Jamaïque (vagabond), au sud, dans la péninsule du Yucatan et sur une étroite bande à l'ouest du Mexique, au Nicaragua, au nord du Panama, à Saint-Pierre-et-Miquelon (passage et aire de reproduction), et au Salvador.

## Habitat
Cette espèce fréquente les forêts à feuillage caduc, les lisières, les forêts secondaires humides, les marais, les clairières. Elle se reproduit dans les forêts de conifères.

## Sous-espèces
D'après la classification de référence (version 7.2, 2017) du Congrès ornithologique international, cette espèce ne compte pas de sous-espèces.